# Teen movie

Le teen movie, ou parfois teen pic (en français « film pour ados »), est un genre cinématographique typiquement américain ayant à la fois l'adolescence (teenage, de 13 à 19 ans) comme sujet et les adolescents (teenagers) comme personnages et public.
Sont catégorisés dans ce genre certains films français, essentiellement des films de mœurs qui explorent le conflit entre adolescents et adultes (symboles de l'autorité) et le fossé entre les générations, à la différence des teen movies à l'américaine, centrés sur les adolescents.

## Historique
Les historiens de la culture américaine situent à la fin de la Seconde Guerre mondiale  l'apparition de l'adolescent comme public des industries culturelles, notamment celle du teen movie, ou teen pic, en français « film pour ados ».
Apparu aux États-Unis en 1955, comme le rock ’n’ roll, les premiers exemples de teen movies sont plutôt des drames (L'Équipée sauvage, La Fureur de vivre et Graine de violence en particulier) montrant des adolescents rebelles, avec des acteurs comme Marlon Brando et James Dean, auxquels les jeunes spectateurs peuvent s'identifier. La série des Gidget, qui débute en 1959, ouvre la voie aux beach movies, des comédies légères traitant les problèmes adolescents avec humour, mais sans grand succès. Les films d'Elvis Presley, avant tout conçus pour assurer sa propre promotion musicale, peuvent également être rangés dans les ancêtres de ce genre. Le teen movie est donc né au moment où l'adolescence devient un groupe social distinct avec ses codes culturels propres (musique, vêtements, loisirs) dans les sociétés occidentales de la seconde moitié du XXe siècle, en lien avec l'allongement de la scolarité et avec le baby-boom.
Trois films lancent véritablement le teen movie comme un genre à part entière. En 1973, George Lucas signe American Graffiti sur quatre amis passant leur dernière nuit ensemble avant de quitter leur petite ville. Cette histoire, considérée comme le premier véritable teen movie, marque le début d'une importante production, Hollywood découvrant la forte rentabilité de ce type de films. En 1977, American College (National Lampoon's Animal House) de John Landis fixe certaines figures récurrentes (personnages, décors, musique, lumière, thématique). Fast Times at Ridgemont High (1983) confirme à la fois les poncifs et le succès du genre.
Succès aidant, les années 1980 sont la décennie de l'explosion du nombre de films pour adolescents, dont notamment ceux de John Hughes (Seize Bougies pour Sam, Breakfast Club, Une créature de rêve, La Folle journée de Ferris Bueller) qui, tout en restant des comédies, renouent avec les interrogations existentielles des personnages sur leur adolescence. C'est également l'angle choisi par Francis Ford Coppola dans Outsiders (The Outsiders) et Rusty James.
Dans ces deux décennies des années 1970 et 1980, des teen movies pionniers commencent à diversifier le genre : la comédie musicale (Grease), le fantastique (Carrie au bal du diable), la science-fiction (Retour vers le futur), la comédie grivoise (Porky's).
À partir des années 1990 et dans les années 2000, le succès se confirme, les films se multiplient et continuent à explorer toutes les facettes du genre : si les comédies restent dominantes (avec par exemple Le Monde de Charlie sorti en 2013), certaines insistent beaucoup plus lourdement sur la sexualité naissante des adolescents (American Pie en est l'archétype) ; le teen movie rejoint le film d'épouvante avec le slasher, où les victimes sont très souvent des adolescents plus ou moins dépravés (Scream). Cette catégorie produit ses propres parodies (Scary Movie). La limite du genre s'estompe avec certains films dont le sujet reste l'adolescence, mais dont le public est plus large et dont le propos est plus d'interroger notre société sur la place des jeunes que de divertir.

## Caractéristiques du genre
Le teen movie met en scène des adolescents, le plus souvent entre 13 et 19 ans, décrivant le parcours d'un héros ou d'un groupe d'amis dans une forme de parcours initiatique, sous le regard critique des adultes (parents et enseignants). La plupart des héros étant des garçons, le but est généralement l'initiation sexuelle et la perte de la virginité (souvent, un adolescent effacé, plus ou moins révolté, tombe amoureux d'une très belle adolescente jugée inaccessible). La sexualité et/ou la naissance des sentiments amoureux sont donc très souvent les thèmes centraux de ces films.
Ce genre se reconnaît à des ingrédients récurrents[source insuffisante] : des personnages de héros stéréotypés (le sportif, l'intellectuel voire le nerd, le dragueur, la pom-pom girl, l'obsédé, l'alcoolique, le petit gros, l'artiste incompris, le futur délinquant, etc.) et des adversaires (parents, enseignants (le prof de sport), commerçants, les autres clans d'élèves comme la bande des filles populaires), des lieux emblématiques (le lycée ou high school, l'université ou college, le couloir avec les casiers des élèves, le terrain de football, la maison familiale et notamment la chambre de l'adolescent - lieu de tous les possibles, le centre commercial, le bar ou diner à proximité de l'école, etc.), des moments (la rentrée en automne, la nuit, le bal de fin d'année, la première fois), des objets (le téléphone, la voiture, le préservatif, l'accessoire vestimentaire déterminant) et de la musique (qui ne se limite pas seulement à la bande-son d'accompagnement du film mais qui se compose très souvent des chansons jouées dans le film lui-même, elle est composée principalement de pop rock, rock, de grunge, post-grunge et rarement de hard rock et de heavy metal, tout cela en fonction des époques).
Le teen movie peut donc s'apparenter à un film sur l'accès à l'âge adulte, dans des sociétés où le rite de passage formalisé n'existe plus. L'adolescence est présentée comme la période cruciale de l'existence, celle où les choix qui y sont pris vont guider le personnage pour toute sa vie. Il aborde également d'autres thèmes susceptibles de toucher son public-cible : celui de l'identité pour des jeunes dont la psychologie et la physiologie changent (qui suis-je ?), celui de l'altérité (suis-je différent des autres ?), celui de la sociabilité (comment m'intégrer ?), celui de l'autorité (qui peut décider pour moi ?). Ces thèmes sont au cœur des films de John Hughes.
Le teen movie peut également être perçu comme un film nostalgique, réalisé par des adultes sur une adolescence fantasmée, associée à des souvenirs de liberté ; de nombreux titres se passent d'ailleurs dans les années 1960, vécues comme une sorte d'âge d'or. Il peut donc s'agir d'une critique implicite de la société actuelle, comme dans Risky Business où en pleine ère reaganienne libérale et pudibonde, le jeune héros met sur pied un service lucratif de prostituées.

## Importance du genre
Si le teen movie est devenu un genre, c'est d'abord en raison de son succès commercial qui a encouragé les producteurs dans cette voie : ces films coûtent peu et peuvent rapporter beaucoup. Quelques exemples : American Graffiti (budget de 775 000 dollars, recette de 118 millions), Ça chauffe au lycée Ridgemont (Fast Times at Ridgemont High) (6 millions / 30 millions), le premier American Pie (10 millions / 235 millions). Quelques titres ont d'ailleurs exploité ce succès en développant des suites (American Pie, Retour vers le futur, Karaté Kid, Scream).
De grands réalisateurs s'y sont essayés (George Lucas, Francis Ford Coppola, Brian De Palma, John Landis, John Hughes, Alan Parker, Gus Van Sant) et de nombreux acteurs y ont fait leurs premiers rôles (Tom Cruise, Sean Penn, Matthew Broderick, Jennifer Jason Leigh, Rob Lowe, John Cusack, Nicolas Cage, Forest Whitaker...). Mais la présence dans ce genre cinématographique n'est pas une garantie : Molly Ringwald, premier rôle dans de nombreux films et actrice fétiche de John Hughes, n'a plus eu de rôle de premier plan ensuite.
Les teen movies ont également influencé la production de séries télévisuelles : Parker Lewis ne perd jamais s'inspire de La Folle Journée de Ferris Bueller, Code Lisa de Une créature de rêve, Fame a gardé le titre initial et Buffy contre les vampires de Buffy, tueuse de vampires. L'inverse est également vrai (High School Musical, Hannah Montana), qui sont d'abord des séries à succès avant de donner lieu à des films de cinéma.

## Limites du genre
Le teen movie est un genre essentiellement nord-américain. Toutefois, hors continent américain quelques films peuvent entrer dans cette catégorie. Les films français pour adolescents se distinguent des teen movies américains notamment par le genre d'humour ainsi que la manière d'aborder le thème de la sexualité. De plus, bien que les sujets abordés soient similaires, les teen movies américains mettent davantage l'accent sur la vie quotidienne des adolescents, également dans ses aspects les plus triviaux. 
Les teen movies à la française sont essentiellement des films de mœurs qui explorent le conflit entre les adolescents et les adultes (symboles de l'autorité parentale ou de l'autorité professorale) et le fossé entre les générations, à la différence des teen movies à l'américaine, centrés sur les adolescents. Ce thème est notamment évoqué dans les films français Zéro de conduite (1933), Les Disparus de Saint-Agil (1938), Les Quatre Cents Coups (1959), L'Enfance nue (1968), Les Zozos (1972), La Gifle et Mes petites amoureuses (1974), À nous les petites Anglaises (1976), Diabolo menthe (1977), L'Hôtel de la plage, Le Pion, Passe ton bac d'abord (1978), les deux volets de La Boum et les deux épisodes des Sous-doués (1980 et 1982), P.R.O.F.S. (1985) ou LOL (2009). 
Certains d'entre eux (Zéro de conduite, Les Disparus de Saint-Agil, Les Quatre Cents Coups, L'Enfance nue) ne sont pas pour autant des teen movies car ce sont des films sur les adolescents mais pas pour adolescents, tandis que d'autres (La Gifle, Diabolo menthe, La Boum, LOL) sont des films générationnels décrivant, selon le critique de cinéma Jean-Michel Frodon, « la jeune génération aux lumières d'une sociologie de magazines pour parents modernes ».
Si la production récente ne fait pas disparaître la comédie (comme SuperGrave), de nombreux films récents sur les adolescents semblent dépasser ce seul public pour interroger l'ensemble des spectateurs sur la place que nos sociétés accordent aux jeunes. Des films tels que Class 1984, Elephant, Juno, Virgin Suicides ou Kids sont révélateurs de cette évolution puisqu'ils abordent désormais des thèmes prêtant à une réflexion plus polémique.
D'autre part, il existe un nombre croissant de productions ciblant les adolescents et ayant l'adolescence comme thème qui ne sont pas dans le registre de la comédie : ce sont avant tout des productions fantastiques ou d'anticipation comme les sagas Twilight (2008-2012), Hunger Games (2012-2015) ou encore le techno-thriller Nerve (2016).

#### En français
- Jocelyn Lachance, Hugues Paris et Sébastien Dupont (dir.), Films cultes et culte du film chez les jeunes : penser l'adolescence avec le cinéma, Québec, Les Presses de l'Université Laval, 2009, 158 p. (ISBN 978-2-7637-8884-5, lire en ligne)
- Adrienne Boutang et Célia Sauvage, Les teen movies, Paris, Librairie philosophique J. Vrin, 2011, 135 p. (ISBN 978-2-7116-2396-9, lire en ligne)
- Sébastien Dupont et Hugues Paris (dir.), L'adolescente et le cinéma. De Lolita à Twilight, Toulouse, Érès, 2013, 357 p. (ISBN 978-2-7492-3667-4, lire en ligne)

#### En anglais
- (en) David Considine, The Cinema of adolescence, Mc Farland, 1985, 296 p. (ISBN 978-0-89950-123-9)
- (en) Timothy Shary, Teen Movies : American Youth on Screen, New York, Columbia University Press, 2005, 144 p. (ISBN 978-1-904764-49-6, lire en ligne)
- (en) Catherine Driscoll, Teen Film : A Critical Introduction, Oxford, Berg, 2011, 192 p. (ISBN 978-1-84788-844-0, lire en ligne)

### Filmographie sur ce genre
- Teen spirit, les ados à Hollywood (2009), film documentaire français réalisé par Clélia Cohen et Antoine Coursat
- Beyond Clueless (en) (2014), film documentaire américain réalisé par Charlie Lyne (en)